# Miguel Wiels
Miguel José Eric Wiels (Sint-Amandsberg (Gent), 11 september 1972) is een Vlaams artiest, componist en producent.

## Biografie
In 1988 won Wiels de talentenjacht 'Parade der besten' van de TROS. Hij was vervolgens tien jaar lang de vaste pianist van Koen Crucke. De rol van pianist van Crucke speelde hij ook in de tv-serie Postbus X (aflevering 45). Van 1998 tot 2021 componeerde hij voor het meidentrio K3. Zo schreef hij onder andere de muziek voor de film K3 en het magische medaillon. Op 5 mei 2021 liet Wiels weten te stoppen als componist voor K3. Hij vond het "na 23 jaar, 248 liedjes en 22 albums tijd om iets anders te doen".
Wiels schreef ook liedjes voor Samson en Gert, Mega Mindy, Prinsessia, Niels Destadsbader, Jochem van Gelder, vtmKzoom, Kus, Laura Omloop, Junior Eurosong en Yasmine. Hij bracht zelf ook een paar cd's uit.
In 2005 was hij te zien in de aflevering Het Lied van F.C. De Kampioenen.
Wiels was een van de vaste pianisten in het tv-programma De Notenclub en leverde daarnaast een bijdrage aan De rechtvaardige rechters en Zo is er maar één. Hij speelt ook in de covergroep The Magical Flying Thunderbirds. In het najaar van 2008 was hij pianist en copresentator van het amusementsprogramma Peter Live.
Hij was de jury-voorzitter van de juryleden van K2 zoekt K3.
In 2012 was Wiels als vast gezicht te zien in het programma Manneke Paul van Paul de Leeuw waarin hij als leider samen met een orkest de muziek verzorgde voor het programma. Hierna begeleidde hij meerdere malen andere programma's van De Leeuw bij de VARA in Nederland zoals in De Kwis, Sint & De Leeuw, Pauls Puber Kookshow, Kun je het al zien?, Wie steelt mijn show? en Sint & Paul pakken uit!. Tevens verzorgde Wiels (afgewisseld met Bernd van den Bos) de muziek van de theatervoorstelling Vette Pech! van Paul de Leeuw van 2018 tot en met 2019. 
Na het stoppen van De Kwis heeft Wiels de samenwerking met cabaretiers Van der Laan en Woe voortgezet door de muziek van het Kwisconcert te verzorgen en sinds 2019 ook als vaste pianist en muzikaal leider deel te nemen aan het satirische programma Even tot hier, waarin Wiels ook met de catchphrase "Jongens! Jongens! Dat is toch dat liedje?" de muzikale gast van dat programma aankondigt. Het programma won in 2022 de prestigieuze Gouden Televizier-Ring en droeg ook sterk bij aan de populariteit van Wiels in Nederland.
In 2015 was Miguel Wiels te zien in K3 zoekt K3 waarin op zoek werd gegaan naar drie nieuwe leden voor K3. Miguel Wiels bleef tot 2021 samen met Peter Gillis en Alain Vande Putte instaan voor de liedjes van de groep. 
Hij had in 2019 een cameo in F.C. De Kampioenen 4: Viva Boma!. In 2020 nam hij deel aan De slimste mens ter wereld. Na 2 afleveringen viel hij af.
In 2021 en 2022 organiseerde Wiels '24 uur live' vanuit het Sportpaleis, samen met zijn band. Hiervoor nodigde hij meer dan 100 Belgische artiesten uit, dit naar aanleiding van de aanhoudende coronacrisis en de impact op de cultuursector. De livestream werd uitgezonden op HLN. Het online-evenement werd zeer positief onthaald in heel Vlaanderen. 
In 2023 werd hij ontmaskerd als Champignon in The Masked Singer, hij eindigde op de tweede plaats.

### Privéleven
Wiels is in 2010 getrouwd met zangeres, actrice en musicalactrice Free Souffriau (ook bekend als Mega Mindy), met wie hij een zoon en een dochter heeft. Hij begeleidt haar ook op de piano tijdens haar soloconcerten.

## Discografie
- A Dream of No Return (1990)
- Lost in Romance (1998)
- Diamond Collection (2002)
- Mijn favoriete melodieën (2002)
- Monumentenzorg (2008)